# غيلبرت بي. باترسون
غيلبرت بي. باترسون (بالإنجليزية: Gilbert B. Patterson)‏ هو محامي وسياسي أمريكي، ولد في 29 مايو 1863 في مقاطعة روبسون في الولايات المتحدة، وتوفي في 26 يناير 1922 في ماكستون في الولايات المتحدة. حزبياً، نشط في الحزب الديمقراطي. وقد انتخب عضو مجلس نواب كارولينا الشمالية وانتخب عضو مجلس النواب الأمريكي.